# Sudbury, Massachusetts
Sudbury är en ort i Middlesex County i delstaten Massachusetts, USA.